# Телец (созвездие)
Теле́ц (лат. Taurus) — зодиакальное созвездие, лежащее между Близнецами и Овном, к северо-западу от Ориона. Наиболее яркие звёзды — Альдебаран (0,87 видимой звёздной величины), Нат (1,65), Альциона (2,85) и ζ Тельца (2,97). В созвездии Тельца находятся рассеянные звёздные скопления: Гиады и Плеяды, а также Крабовидная туманность с пульсаром PSR B0531+21.

## Плеяды и Гиады
В Тельце находятся два ярких рассеянных звёздных скопления — Гиады и Плеяды.
Плеяды, или «Семь Сестёр», — это рассеянное скопление, одно из ближайших к нам (расстояние 410 св. лет), содержащее более 1000 звёзд (по другим источникам — более 3000 звёзд), окутанных еле заметной туманностью. Девять ярчайших звёзд лежат на поле диаметром чуть более 1°. Зоркий глаз различает в Плеядах 6 или даже 7 звёзд. Вместе они выглядят как маленький ковшик.
Ещё ближе к нам (ок. 150 св. лет) расположено рассеянное скопление Гиады, содержащее 132 звезды ярче 9-й величины и ещё 259 более слабых возможных членов.

## Альдебаран

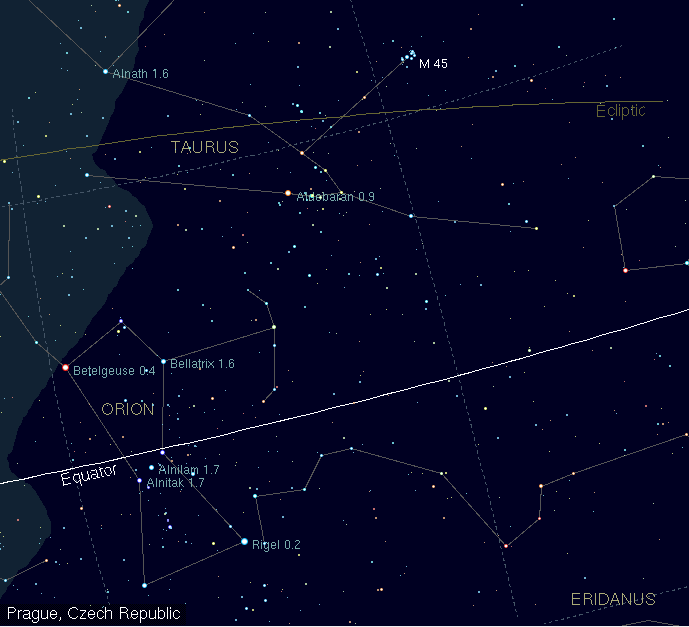
Альдебаран в небе

На восточном краю Гиад расположена не относящаяся к ним яркая оранжевая звезда Альдебаран (α Тельца), что по-арабски (الدبران, al-dabarān) значит «идущая вослед», вероятно, из-за того, что она следует за Плеядам во время ночного движения небесной сферы по небу; раньше её часто называли Воловий Глаз. Это — 14-я по яркости звезда на небе, её блеск меняется от 0,78 до 0,93 звёздной величины; вместе со своим компаньоном — красным карликом 13-й величины — она удалена на 68 св. лет.

## Крабовидная туманность
Самым известным астрофизическим объектом в Тельце является остаток взрыва сверхновой звезды 1054 года — Крабовидная туманность (М 1), расположенная в Млечном Пути, чуть более чем на 1° к северо-западу от звезды ζ Тельца; её видимый блеск 8,4 звёздной величины. Эта туманность удалена от нас на 6300 св. лет; её диаметр ок. 6 св. лет, и ежедневно он увеличивается на 80 млн км. Это мощный источник радио- и рентгеновского излучения. В центре Крабовидной туманности находится крохотная, но очень горячая голубая звезда 16-й величины — это пульсар PSR B0531+21, посылающий строго периодические импульсы электромагнитного излучения; астрономы доказали, что это нейтронная звезда.

## UX Tau A
Звезда, вокруг которой астрономы обнаружили с помощью орбитального телескопа «Спитцер» необычный газо-пылевой диск. UX Tau A находится в 450 световых годах от нашего Солнца.

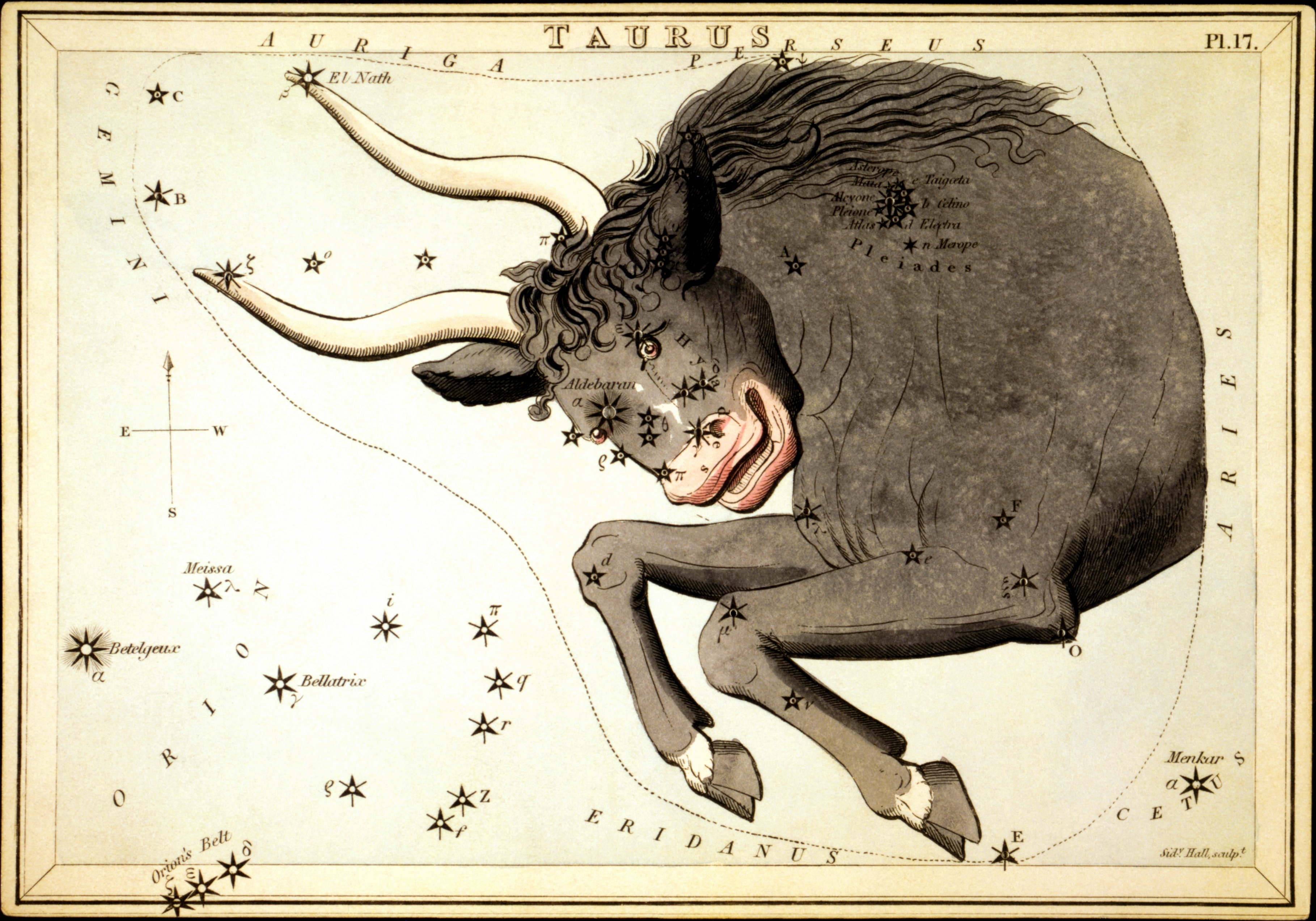
Созвездие Тельца на карточке из набора «Зеркало Урании»

## История
Древнее созвездие. Греки приписывали его Евдоксу, но он, вероятно, только автор первого описания созвездия. Включено в каталог звёздного неба Клавдия Птолемея «Альмагест».
Древнегреческий миф утверждает, что Телец — это Зевс, превратившийся в белого быка, чтобы похитить Европу и перевезти её на остров Крит. По другой версии, — это критский бык, побеждённый Гераклом в седьмом подвиге, возможно, тот самый, в которого превратился Зевс, после чего этот бык был помещён среди созвездий. Есть версия, связывающая название со свирепыми огнедышащими быками, приручёнными Ясоном в Колхиде.
Плеяды названы в честь Плеяд греческого мифа. Это дочери титана Атланта и океаниды Плейоны: Алкиона, Стеропа, Майя, Меропа, Тайгета, Келено и Электра. Вознесены на небо Зевсом, спасавшим их от преследования Ориона. Гиады же — дочери Атланта и Эфры, а значит, они приходятся единокровными сёстрами Плеядам. Зевс превратил их в одноимённый астеризм, растрогавшись их любовью к брату Гиасу: Гиады умерли, рыдая, от горя после его гибели на охоте. Эта версия — результат народной этимологии: имя «Гиады» означает на древнегреческом «идёт дождь», а Гиады на небе Греции в период дождей стоят низко над горизонтом, предвещая непогоду. В античной астрономии Плеяды и иногда Гиады воспринимались как самостоятельные созвездия.
В славянских языческих верованиях звёздное скопление Плеяды в этом созвездии связывалось с Велесом — богом скота.
Латинское название этого созвездия — Taurus — перекликается с русским словом «тур», обозначающим первобытного быка. Сейчас, однако общепринятым русским названием созвездия является «Телец».

## Наблюдение
Как правило, Солнце находится в созвездии Тельца с 14 мая по 19 июня. Наблюдается на всей территории России, в средних широтах Северного полушария полностью видно с начала июля, осенью, зимой и в первой половине весны (до середины апреля), наилучшие условия для наблюдения в ноябре — декабре. По сезонной классификации относится к осенне-зимним.

## Созвездие Тельца в литературе
У Станислава Лема в «Звёздных дневниках Ийона Тихого», путешествии четырнадцатом, действие происходит на Энтеропии — якобы шестой планете системы двойной звезды из созвездия Тельца. В романе Лема «Осмотр на месте» Тихий вновь отправляется в это созвездие, в систему Гаммы Тельца, на планету Энция, спутником которой, как оказалось, является Энтеропия.